# Eugen Nosko

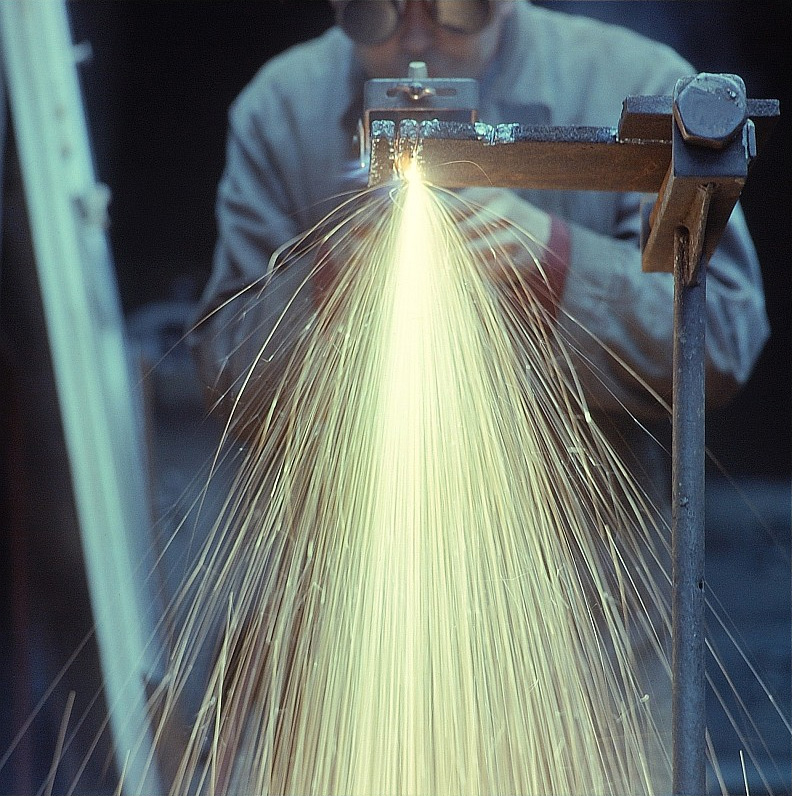
Schutzbrillenglas

 Eugen Nosko (* 15. Oktober 1938 in St. Martin, Tschechoslowakei) ist ein deutscher Fotograf und Journalist.

## Leben

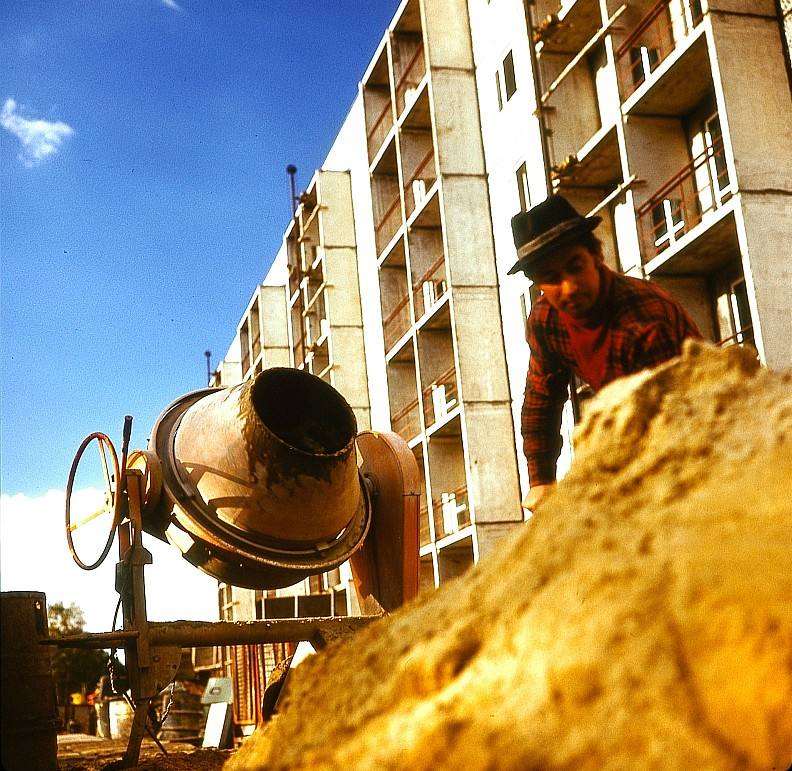
Betonmischer

In St. Martin, wo Nosko zweisprachig aufwuchs, besuchte er die Grundschule. 1946 musste die Familie nach Erlass der Beneš-Dekrete die Tschechoslowakei verlassen und siedelte sich im mecklenburgischen Teterow an. Nach seiner Schulausbildung erlernte Nosko in Radeberg den Beruf des Funkmechanikers, übte diese Tätigkeit jedoch nie aus.
Von 1961 bis 1963 absolvierte er ein Redaktionsvolontariat bei der Dresdner Tageszeitung Die Union. Parallel dazu nahm er ein Fernstudium an der Fachschule für Journalistik in Leipzig auf und schloss als Journalist ab. Seit 1964 arbeitete Nosko freiberuflich, anfangs überwiegend für zentrale Presseorgane der DDR. Er betätigte sich als Textautor sowie als Fotograf und Bildjournalist. Seine Kenntnisse in diesem Bereich erwarb er autodidaktisch. Ab 1967 verlagerte er im Auftrag von Volkseigenen Betrieben und Kombinaten der DDR den Schwerpunkt seiner Arbeit auf Industriefotografie. Es entstanden umfassende Bildserien. 1985 siedelte er in die Bundesrepublik Deutschland über, wo er weiter als freiberuflicher Industriefotograf tätig war. Seit Beendigung seiner fotografischen Tätigkeit aus gesundheitlichen Gründen im Jahr 2000 lebt er wieder in Dresden.

## Werk

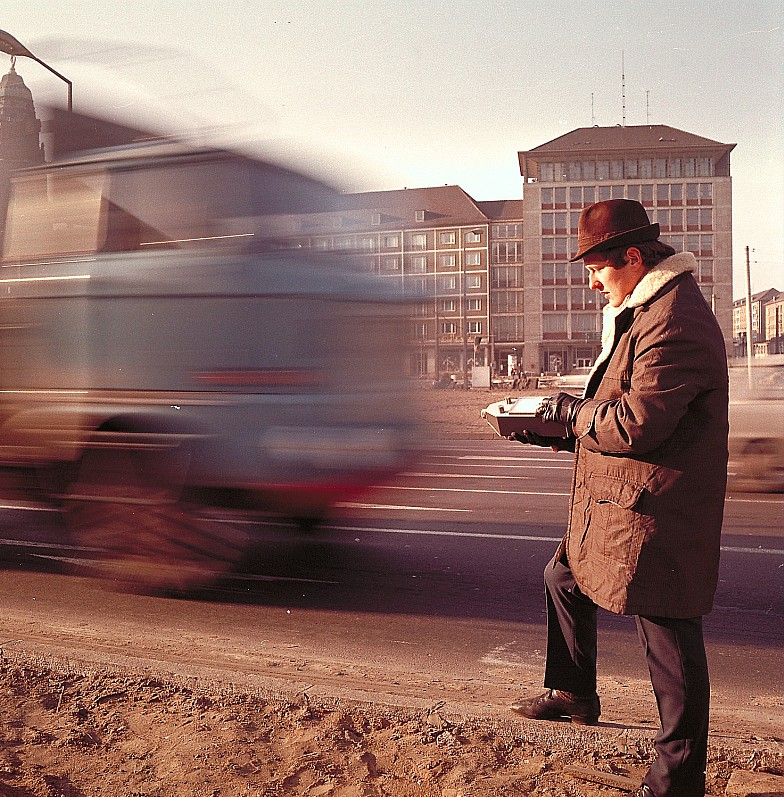
Verkehrslärmmessung am Pirnaischen Platz in Dresden
Foto: Eugen Nosko

Das Grundthema seines Schaffens bildeten Mensch und Technik im Industriealltag der DDR. Seine Bildserien haben vor allem Bergbau, Hüttenwesen, Metallindustrie sowie Bau- und Transportwesen zum Gegenstand. Daneben entstand auch eine umfangreiche Sammlung von Stadtansichten. Im Jahr 1998 konnte die Abteilung Deutsche Fotothek der SLUB Dresden die etwa 11.000 Mittelformat-Aufnahmen seiner Industriefotografie in ihren Bestand aufnehmen. 2008 folgten ca. 26.000 Aufnahmen zur DDR-Industrie, von Städten der DDR, von Kabaretts und Varietés. 3000 Aufnahmen zur Industriefotografie der Bundesrepublik Deutschland aus den Jahren 1986 bis 1995 befinden sich seit 2008 ebenfalls im Bestand der Deutschen Fotothek.